# آندرس بریویک
فیوتلف هانسن (به نروژی: Fjotolf Hansen) با نام پیشین آندرس برینگ بریویک (به نروژی: Anders Behring Breivik) (زادهٔ ۱۳ فوریه ۱۹۷۹ در اسلو) عامل حملات نروژ در سال ۲۰۱۱ است. بریویک در ۲۲ ژوئیه ۲۰۱۱ ابتدا یک خودروی بمب‌گذاری شده در نزدیکی ادارات اسلو منفجر کرد که منجر به کشته شدن ۸ نفر شد و سپس به جزیرهٔ اوتایا محل برگزاری اردوی تابستانی جوانان هوادار حزب کارگر نروژ رفت و در یک تیراندازی گسترده ۶۹ تن از شرکت‌کنندگان نوجوان را به قتل رساند. او عقاید خود را که شامل ضد جامعهٔ چندفرهنگی، ضد مسلمانان و گرایش به راست افراطی بود را در یک بیانیهٔ ۱۵۱۶ صفحه‌ای تحت نام مستعار اندرو برویک در روز انجام حمله منتشر کرد. مجموعاً در جریان این دو حمله ۷۷ نفر جان خود را از دست دادند.‏
آندرس برویک قصد داشته باراک اوباما را در زمانی که در حال دریافت جایزه صلح نوبل بوده ترور کند. به گزارش روزنامه تلگراف، بریویک به پلیس نروژ گفته‌است قصد داشته خودرویی پر از مواد منفجره را به سمت تالار شهر اسلو ببرد و در هنگام دریافت جایزه صلح نوبل از سوی اوباما آن را منفجر کند. برویک گفته که حمله او به اوباما تنها می‌توانست جنبه «نمادین» داشته باشد، چرا که او می‌دانست که نیروهای امنیتی حاضر در این اجلاس از نزدیک شدن خودروی او به این مراسم جلوگیری می‌کردند. وی افزود با این کار می‌توانست به بهترین نحو پیام مبارزه با اسلام خود را به میلیون‌ها نفری که مراسم را از تلویزیون می‌دیدند، منتقل کند. بریویک گفته به نظر وی، حمله تروریستی شهر اسلو، برای هشدار به نروژی‌ها در مورد خطر ترویج اسلام ضروری بود.

## رای دادگاه
بعد از اینکه وی از نظر دادگاه دیوانه تشخیص داده نشد به ۲۱ سال زندان انفرادی محکوم گردید. با این حال، اگر بعد از اتمام زمان مذکور همچنان خطرناک تشخیص داده شود، مدت زمان زندان افزایش خواهد یافت. در سال ۲۰۱۸ فیلم سینمایی ۲۲ ژوئیه بر اساس این اتفاق تروریستی ساخته شد.